# Robert Haaß
Robert Haaß (* 6. März 1898 in Orken; † 29. März 1968 in Köln) war ein deutscher katholischer Priester des Erzbistums Köln, Archivar und Historiker. Von 1950 bis 1967 leitete er das Historische Archiv des Erzbistums Köln. Von 1961 bis 1965 hatte er einen Lehrauftrag für Rheinische Kirchengeschichte und Kölner Diözesangeschichte an der Universität Bonn.

## Leben
Robert Haaß, Sohn eines Drehers, machte 1917 das Abitur am Prinz-Georg-Gymnasium in Düsseldorf. Danach musste er als Soldat an die Westfront, wo er eine Kriegsverletzung erlitt. Nach Kriegsende studierte er Philosophie und Theologie an der Universität Bonn und trat 1921 ins Kölner Priesterseminar ein. Am 5. März 1922 empfing er mit 56 weiteren Diakonen im Kölner Dom durch Erzbischof Kardinal Karl Joseph Schulte die Priesterweihe. Anschließend wurde er Kaplan an St. Lucia (Stolberg) und 1924 an der ehemaligen Dominikanerkirche St. Paul in Aachen. Von 1928 bis 1938 war er Kaplan an St. Margareta (Graurheindorf), von 1938 bis 1940 Pfarr-Rektor an St. Ulrich in Weiler in der Ebene, von 1940 bis 1949 Rektoratspfarrer an St. Georg in Widdig und von 1949 bis 1957 Pfarrverweser an Groß St. Martin in Köln.
Von Graurheindorf aus setzte er seine akademischen Studien in Bonn fort und promovierte 1932 bei Wilhelm Levison mit der Dissertation Die Kreuzherren in den Rheinlanden zum Dr. phil. und 1936 bei Wilhelm Neuß mit der Dissertation Johann Arnold de Reux, Generalvikar von Köln (1704–1730) zum Dr. theol. In der Zeit des Nationalsozialismus stellte er seine kirchenhistorische Arbeit in den Dienst der Abwehr antikirchlicher „Gräuelmärchen“ und wurde deswegen im August 1937 von der Gestapo verhört. Deshalb und aus gesundheitlichen Gründen konnte er die geplante Habilitation nicht verwirklichen. Die dafür vorbereitete Habilitationsschrift erschien 1952 unter dem Titel Die geistige Haltung der katholischen Universitäten Deutschlands im 18. Jahrhundert.
Am 2. Februar 1950 wurde Haaß zum Direktor des Historischen Archivs des Erzbistums Köln ernannt. Seine Amtszeit war geprägt durch die Neustrukturierung und Intensivierung der Archivarbeit nach dem Zweiten Weltkrieg und durch das Bemühen, die Quellen publizistisch fruchtbar zu machen. 1951 begründete er die Schriftenreihe Studien zur Geschichte des Erzbistums Köln. Für die Neue Deutsche Biographie schrieb er 14 Beiträge. Von 1953 bis 1961 war er Vorsitzender der Arbeitsgemeinschaft der deutschen Bistumsarchivare. 1958 bezog das Kölner Diözesanarchiv neue Räume in der Gereonstraße.
Neben der Archivarbeit hielt er von 1961 bis 1965 Vorlesungen zur rheinischen Kirchengeschichte an der katholisch-theologischen Fakultät der Universität Bonn. 1961 wurde er zum Päpstlichen Geheimkämmerer ernannt. Ab 1964 ließ Haaß’ Gesundheitszustand nach. Er erblindete und hatte Demenzsymptome. Anfang 1967 wurde er als Archivdirektor entpflichtet. Im Folgejahr verbrachte er zwei Wochen im psychiatrischen Krankenhaus in Köln-Ensen, wo er im März 1968 starb.